# متلازمة لي-فراوميني
متلازمة لي فراوميني (بالإنجليزية: Li-Fraumeni syndrome)‏ هي إحدى الاضطرابات الجينية النادرة التي تنتقل بالوراثة الصبغية الجسدية السائدة وتعرّض حامليها لخطر تطور السرطانات. سُميت المتلازمة بهذا الاسم نسبة إلى الطبيبين الأمريكيين، فريدريك باي لي وجوزيف ف. فراوميني الابن، اللذين كشفا المتلازمة لأول مرة بعد مراجعتهما السجلات الطبية وشهادات الوفاة العائدة إلى 648 شخص من مرضى الساركومة العضلية المخططة المتطورة في مرحلة الطفولة. تُعرف هذه المتلازمة أيضًا باسم متلازمة الساركومة، والثدي، وسرطان الدم والغدة الكظرية (إس بي إل إيه).
ترتبط المتلازمة بطفرات الخلايا الجنسية التي تصيب الجين الكابت للورم «بّي 53»، الذي يشفر عامل النسخ (بّي 53) المسؤول عادة عن تنظيم دورة الخلية ومنع حدوث الطفرات الجينية. قد تنتقل هذه الطفرات وراثيًا، أو قد تنشأ من الطفرات المبكرة المتطورة خلال تكون الجنين أو من الطفرات التي تصيب الخلايا الجنسية لدى أحد الوالدين.

## الأسباب
ويرتبط حدوث هذه المتلازمة بطفرات في السلالة جرثومية لجين البروتين بي53 ،  والتي تساعد عادة نمو الخلايا المسرطنة وبالتالي ارتفاع نسبة الإصابة بسرطانات عديدة. الطفرات يمكن أن تكون موروثة أو يمكن أن تنشأ من جديد في مرحلة التطور الجنيني أو في واحدة من الخلايا الجرثومية الأم في وقت مبكر.حيث أن السرطانات تظهر بسن مبكرة تحت سن 45 , وتحدث للمريض بشكل متكرر.
الجين بي53 هي المسؤولة عن الشروع في آليات إصلاح الحمض النووي أو موت الخلايا المبرمج عند الكشف عن الحمض النووي في حالة التلف . " إن بي53 هو طفرة السلبية السائدة، وبالتالي فإن البروتين المتحول يمكن أن يعطل البروتين العادي، وهذا يعني أن البروتين المتحول هو الذي يصبح المهيمن .

## التدبير
يُستخدم كل من الاستشارة الوراثية والفحص الجيني من أجل تأكيد وجود الطفرة الجينية لدى الفرد. يُوصى بإجراء فحوصات السرطان المبكرة والدورية بمجرد تحديد وجود الطفرة لدى هذا الفرد، نظرًا إلى ارتفاع خطر تطوير خباثات أولية أخرى في المستقبل لدى الأشخاص المصابين بمتلازمة لي فراوميني (57% خلال 30 سنة من التشخيص).

### معايير شومبرت
قُدمت مراجعة عام 2015 لمعايير شومبرت التقليدية الخاصة بالفحص – يشمل المستلفت:
- ورم منتمي إلى طيف أورام «إل إف إس» (على سبيل المثال، سرطان الثدي السابق للإياس، وساركومة النسج الرخوة، والساركومة العظمية، ورم الجهاز العصبي المركزي وسرطانة قشر الكظر) قبل عمر 46 عام، وشخص واحد على الأقل من أقارب الدرجة الأولى أو الثانية مصاب بورم «إل إف إس» (ما عدا سرطان الثدي في حال إصابة المستلفت به) قبل عمر 56 عام أو مصاب بأورام متعددة في أي عمر.
- أورام متعددة (ما عدا أورام الثدي المتعددة)، مع انتماء اثنين منها إلى طيف «إل إف إس» وحدوث السرطان الأولي قبل عمر 46 عام.
- سرطانة قشر الكظر، أو ورم الضفيرة المشيموية أو الساركومة العضلية المخططة من النوع الفرعي الكشمي الجنيني، مع بدء المرض في أي عمر وبصرف النظر عن التاريخ العائلي.
- سرطان الثدي قبل عمر 31 عام.

### التوصيات
تشمل التوصيات الموجهة للأفراد المنتمين إلى عائلات مصابة بالمتلازمة كلًا مما يلي:
- تجنب العلاج الشعاعي من أجل إنقاص خطر الخباثات الثانوية المحرضة بواسطة الإشعاع.
- خضوع الأطفال والبالغين للفحوص الجسمية السنوية الشاملة.
- خضوع النساء لمراقبة سرطان الثدي المحددة لكل عمر ابتداءً من عمر 25 عام.
- استشارة جميع المرضى للطبيب دون تأخير من أجل تقييم الأعراض والأمراض الدائمة.

### الاقتراحات
- يجب على البالغين الخضوع للفحص الروتيني للكشف عن سرطان القولون ابتداءً من عمر 25 عام على الأكثر.
- يجب على الأفراد الخضوع للمراقبة التي تستهدف عضوًا محددًا بالاعتماد على نمط السرطان الملاحظ لدى عائلاتهم.
- تشمل الخيارات أيضًا الخضوع لاستئصال الثدي الوقائي من أجل إنقاص خطر تطور سرطان الثدي.